# Leksands IF
Leksands IF je švedski hokejski klub iz Leksanda, ki je bil ustanovljen leta 1919. S štirimi naslovi švedskega državnega prvaka je eden uspešnejših švedskih klubov. 

## Lovorike
- Švedska liga: 4 (1968/69, 1972/73, 1973/74, 1974/75)

## Upokojene številke
- 2 - Åke Lassas
- 18 - Jonas Bergqvist